# Strada statale 591 Cremasca
Die Strada statale 591 Cremasca ist eine ehemalige Staatsstraße in Italien.
Sie wurde nach der Stadt Crema benannt.

## Geschichte
Die Straße wurde 1969 als Staatsstraße zwischen Bergamo und Fombio gewidmet und erhielt die Nummer 591 und die Bezeichnung „Cremasca“.
Der ursprüngliche Endpunkt an der Staatsstraße 9 in Fombio wurde 1989 wegen der Neuverlegung dieser auf eine neue Schnellstraße um wenige Kilometer zurückgelegt. Seitdem endete die Staatsstraße 591 an der Staatsstraße 234 in Codogno.
2001 wurde die Straße entwidmet und der Region Lombardei übergeben.